# Astronomia neutrinowa
Astronomia neutrinowa – gałąź astronomii, w której obserwacje obiektów na niebie prowadzi się poprzez detekcję neutrin, emitowanych przez te ciała niebieskie.
Neutrina produkowane są we wnętrzach gwiazd, w szczególności w czasie wybuchu supernowej. Ich źródłem są zachodzące tam reakcje termojądrowe. Astronomia neutrinowa daje możliwość obserwacji obszarów nieobserwowalnych przez jakiekolwiek teleskopy, nie tylko optyczne. Astronomia ta jest na początku swego rozwoju i jak dotychczas zarejestrowano tylko dwa kosmiczne źródła neutrin: Słońce oraz supernową SN 1987A.
Obserwacje Słońca w zakresie neutrin w decydującej mierze przyczyniły się do przełomowego dla fizyki odkrycia oscylacji neutrin.